# Svinndal
Svinndal es una localidad de la provincia de Østfold en la región de Østlandet, Noruega. A 1 de enero de 2017 tenía una población estimada de 447 habitantes.
Se encuentra ubicada al sureste del país, cerca de la ribera oriental del fiordo de Oslo y de la frontera con Suecia.